# Landesarbeitsgericht Düsseldorf
Das Landesarbeitsgericht Düsseldorf ist neben den Landesarbeitsgerichten in Köln und Hamm eines von drei Landesarbeitsgerichten (LAG) des Bundeslandes Nordrhein-Westfalen. Bei ihm sind 14 Kammern gebildet. Präsident ist seit Dezember 2024 Christoph Ulrich.

## Gerichtssitz und -bezirk
Das LAG Düsseldorf hat seinen Sitz in Düsseldorf. Es ist örtlich für die Arbeitsgerichtsbezirke in Düsseldorf, Duisburg, Essen, Krefeld, Mönchengladbach, Oberhausen, Solingen, Wesel und Wuppertal zuständig.

## Gerichtsgebäude

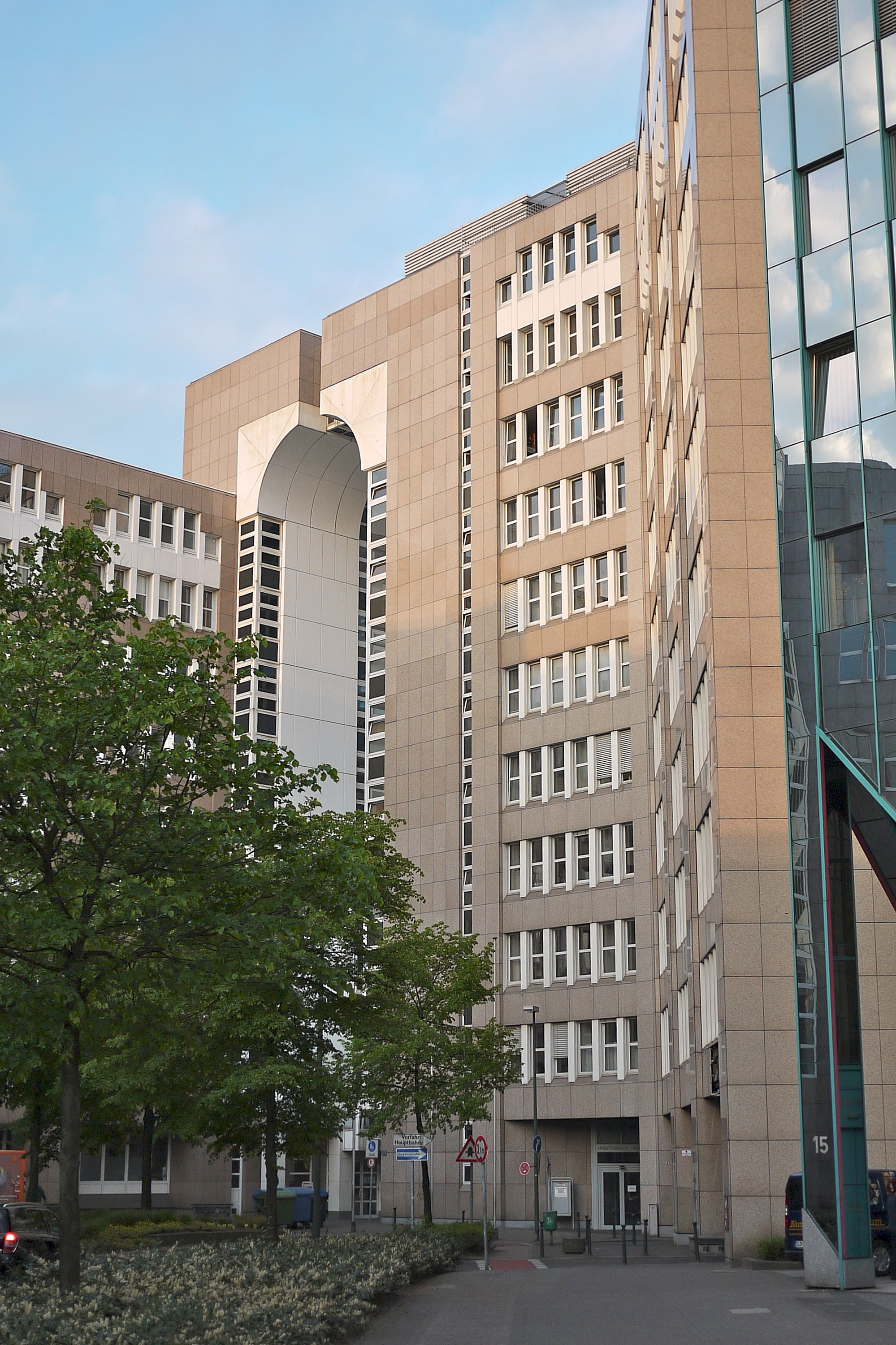
Das Gerichtsgebäude

Seit April 1987 ist das Landesarbeitsgericht gemeinsam mit dem Arbeitsgericht Düsseldorf, dem Finanzgericht Düsseldorf und dem Sozialgericht Düsseldorf im Gebäude Ludwig-Erhard-Allee 21 untergebracht.

## Aufgaben und Funktion
Das Landesarbeitsgericht bildet die zweite Instanz der Arbeitsgerichtsbarkeit. Es ist somit für Berufungen und Beschwerden gegen Entscheidungen der in seinem Bezirk gelegenen Arbeitsgerichte sachlich zuständig.

## Über- und nachgeordnete Gerichte
Dem LAG Düsseldorf ist, wie jedem Landesarbeitsgericht, allein das Bundesarbeitsgericht übergeordnet. Nachgeordnete Gerichte sind das Arbeitsgericht Düsseldorf, das Arbeitsgericht Duisburg, das Arbeitsgericht Essen, das Arbeitsgericht Krefeld, das Arbeitsgericht Mönchengladbach, das Arbeitsgericht Oberhausen, das Arbeitsgericht Solingen, das Arbeitsgericht Wesel und das Arbeitsgericht Wuppertal.

## Geschichte
Gemäß Arbeitsgerichtsgesetz vom 23. Dezember 1926 wurden in Deutschland Arbeitsgerichte gebildet. Diese waren nur in der ersten Instanz unabhängig, die Landesarbeitsgerichte waren den Landgerichten zugeordnet. Am Landgericht Düsseldorf entstand so 1927 das Landesarbeitsgericht Düsseldorf als eines von vier Landesarbeitsgerichten im Bezirk des Oberlandesgerichtes Düsseldorf. Dem Landesarbeitsgericht Düsseldorf waren folgende Arbeitsgerichte zugeteilt: Arbeitsgericht Düsseldorf, Arbeitsgericht Neuß und Arbeitsgericht Opladen.
Nach der Besetzung Deutschlands durch die Alliierten wurden 1945 zunächst alle Gerichte geschlossen. Die ordentlichen Gerichte wurden schon bald wieder eröffnet, während die Arbeitsgerichte zunächst nicht wieder eingerichtet wurden, so dass arbeitsgerichtliche Streitigkeiten von den ordentlichen Gerichten erledigt werden mussten. Gemäß Kontrollratsgesetz 21 sollten in Deutschland Arbeitsgerichte aufgebaut werden. Das Landesarbeitsgericht Düsseldorf wurde dabei am 1. Juli 1946 neu gebildet. Nun waren ihm zunächst folgende Arbeitsgerichte zugeordnet: Aachen, Duisburg, Düsseldorf, Essen, Köln, Krefeld und Wuppertal. Später kamen weitere Arbeitsgerichte hinzu. Ende 1981 umfasste der Bezirk des Landesarbeitsgerichts Düsseldorf den gesamten Bezirk Nordrhein mit den Arbeitsgerichten Duisburg, Düsseldorf, Essen, Krefeld, Mönchengladbach, Oberhausen, Solingen, Wesel und Wuppertal. Daneben bestanden die "detachierten Kammern Köln" als Außenstelle des Landesarbeitsgerichts Düsseldorf mit den Arbeitsgerichte Aachen, Bonn, Köln und Siegburg. Zum 1. Januar 1982 wurden die "detachierten Kammern Köln" in das Landesarbeitsgericht Köln umgewandelt.

## Leitung
- 1947–1966: Herbert Monjau (* 13. August 1901)
- Ab 14. September 1966: Theodor Jungbluth (* 13. Oktober 1914)
- Ab 1. Juni 1979: Klaus Dieter Weber (* 1. Januar 1935)
- Ab 19. März 1997: Angela Lemppenau-Krüger
- Ab 7. November 2007 Jürgen vom Stein[6]
- Ab 25. Februar 2010: Brigitte Göttling[7]
- Seit 20. Dezember 2024: Christoph Ulrich[8]

## Organisation
Am Gericht sind die haupt- und ehrenamtlichen Richter und Richterinnen in derzeit 14 Kammern beschäftigt.